# Лоун-Пайн (шаховий турнір)
Лоун Пайн Інтернешнл — серія міжнародних шахових турнірів, які проводилися щорічно, в березні або квітні, з 1971 по 1981 рік у місті Лоун-Пайн (Каліфорнія). Спонсором був Луїс Д. Стетем (1907—1983), мільйонер, інженер і винахідник  медичних інструментів. Турніри офіційно називались Louis D. Statham Masters. Проходили за швейцарською системою від семи до десяти раундів, з вступними вимогами, які робили їх найсильнішими повторюваними турнірами за швейцарською системою в США в 1980-х роках. Колишній чемпіон США і гросмейстер Айзек Кешден був директором турніру.

## Переможці
| Рік  | Дати                  | Раундів | Учасників | Сер. Ело | Рез. переможців | Переможці |
| ---- | --------------------- | ------- | --------- | -------- | --------------- | --- |
| 1971 | 14–20 березня         | 7       | 33        | 2190     | 6               | Ларрі Еванс (США)                                                                                                   |
| 1972 | 12–18 березня         | 7       | 35        | 2262     | 6               | Светозар Глігорич (Югославія)                                                                                       |
| 1973 | 18–24 березня         | 7       | 48        | 2322     | 6               | Артур Бісгаєр (США)                                                                                                 |
| 1974 | 24–30 березня         | 7       | 53        | 2310     | 6               | Волтер Браун (США)                                                                                                  |
| 1975 | 13–24 квітня          | 10      | 44        | 2428     | 7½              | Володимир Ліберзон (Ізраїль)                                                                                        |
| 1976 | 7–13 березня          | 7       | 57        | 2371     | 5½              | Тигран Петросян (СРСР)                                                                                              |
| 1977 | 20–30 березня         | 9       | 48        | 2410     | 6½              | Юрій Балашов (СРСР) Драгутин Шахович (Югославія) Оскар Панно (Аргентина) Нона Гапріндашвілі (СРСР)                  |
| 1978 | 1–12 квітня           | 9       | 68        | 2431     | 7½              | Бент Ларсен (Данія)                                                                                                 |
| 1979 | 25 березня — 4 квітня | 9       | 73        | 2444     | 6½              | Светозар Глігорич (Югославія) Флорин Ґеорґіу (Румунія) Володимир Ліберзон (Ізраїль) Властіміл Горт (Чехословаччина) |
| 1980 | 16–26 березня         | 9       | 43        | 2487     | 7               | Роман Джинджихашвілі (Ізраїль)                                                                                      |
| 1981 | 29 березня — 8 квітня | 9       | 61        |          | 7               | Віктор Корчной (Швейцарія)                                                                                          |

## Турніри

### 1971
Перший турнір Louis D. Statham був відкритий для всіх майстрів Шахової федерації США (рейтинг 2200+) та кандидатів у майстри (рейтинг 2000–2199).
У ньому взяло участь 33 шахісти з середнім рейтингом Ело 2190 очок.
Гросмейстер Ларрі Еванс (США) виграв перший приз $1000 у турнірі, що складався з семи раундів, з результатом 6-1.
Друге місце поділили між собою чотири гравці: Светозар Глігорич (Югославія), Джеймс Тарджан (США), Вільям Марц (США), і Волтер Браун (США) по 5 очок кожен.

### 1972
На другий рік проведення турніру кваліфікаційні вимоги було дещо збільшено.
Юніори (віком до двадцяти одного року) повинні були бути принаймні кандидатами в майстри; дорослі повинні були бути майстрами.
35 учасників мали середній рейтинг 2262.
ГМ Светозар Глігорич (Югославія) виграв перший приз $2000 у семи раундах, з результатом 6-1.
Друге місце поділили між собою чотири гравці з результатом 5-2: Джеймс Тарджан, Ентоні Сейді, Ендрю Каркліньш і Пол Брандтс (усі США).

### 1973
На третій рік турніру право на участь мали майстри, а також юніори з рейтингом понад 2100.
Кількість учасників зросла до 48, з середнім рейтингом 2322.
ГМ Артур Бісгаєр (США) виграв з результатом 6-1.
Друге-третє місця з результатом 5½-1½ поділили Волтер Браун (США) і Ласло Сабо (Угорщина).
Далі з результатом 5-2 розмістились Едвард Форманек (США), Джон Грефе (США) і Тоні Майлс (Англія).

### 1974
На четвертому турнірі вперше рейтинг кандидата в майстри був недостатнім для участі, навіть для юніорів.
Також вперше деякі майстри не могли взяти участь, оскільки будь-який не юніор повинен був мати рейтинг ФІДЕ 2250 або більший, а також Міжнародний Майстер і гросмейстер могли взяти участь.
Попри більш жорсткі вимоги кількість учасників знову зросла, до 53, з середнім рейтингом 2310.
Волтер Браун (США й Австралія) виграв з результатом 6-1. Вперше переміг учасник з найвищим рейтингом (2612).
Друге місце з результатом 5½ очок поділили Пал Бенко і Джон Грефе, а далі з 5 очками розмістились Ларрі Еванс, Хуліо Каплан, Кім Коммонс і Ендрю Карклінс (усі США).

### 1975
1975 року вимоги знову збільшились.
Учасники повинні були мати звання IM чи GM або рейтинг понад 2350 (2250 для юніорів).
Кількість учасників трохи зменшилася, до 44, але серед них було 22 ГМ, а середній рейтинг збільшився до 2428.
Турнір подовжили до десяти раундів, що дозволило йому вперше дістати рейтинг ФІДЕ. (Попередні турніри мали тільки рейтинг Федерації США.)
Це вперше зробило доступними норми та звання ФІДЕ.
Для того, щоб підвищити шанси на виконання норм і здобуття звання, систему жеребкування в пізніх раундах зробили гнучкішою.
Ці зміни призвели до деяких розбіжностей і суперечок стосовно пар учасників в останньому раунді.
Норман Вайнштейн (США) виконав гросмейстерську норму, а Кім Коммонс (США) і Алла Кушнір (Ізраїль) — норми міжнародних майстрів.
Кушнір була першою жінкою, яка взяла участь у Лоун-Пайн. Вона перемогла гросмейстера Ларрі Еванс в першому турі.
Володимир Ліберзон з Ізраїлю виграв перший приз $4000 з результатом 7½–2.
Еванс (США) посів друге місце з результатом 7-3, далі з третього по восьме місце з результатом 6½ –3½ поділили шестеро учасників: Волтер Браун (США), Флорін Георгіу (Румунія), Вайнштейн, Оскар Панно (Аргентина), Мігель Кінтерос (Аргентина) і Светозар Глігорич (Югославія).

### 1976
1976 року вимоги стали трохи менш суворі, необхідний рейтинг для дорослих майстрів знизився до 2300.
Кількість учасників збільшилася до 57, зокрема 11 гросмейстерів і 10 міжнародних майстрів, але середній рейтинг знизився до 2371.
Турнір знову проходив у сім раундів, але ФІДЕ зробила для нього виняток і учасники могли заробляти рейтинг, хоча норми цієї організації не були доступні.
Наступні турніри Лоун Пайн проходили в дев'ять кіл і вже відповідали вимогам ФІДЕ до швейцарських турнірів.
Колишній чемпіон світу Тигран Петросян (СРСР) виграв перший приз $8000 з результатом 5½–1½, найнижчий показник переможця серед семираундових турнірів Лоун-Пайн.
Друге місце з результатом 5-2 поділили Ларрі Крістіансен (США), Василь Смислов (СРСР), Оскар Панно (Аргентина), Мігель Найдорф (Аргентина), Мігель Кінтерос (Аргентина), Тоні Майлс (Англія), Кен Рогофф (США), Дьожьо Форінтош (Угорщина) і Волтер Браун (США). 

### 1977
На турнірі 1977 року відбулася низка новинок. Вперше не було явного переможця. Також вперше жінка поділила перше місце. Збільшення кількості учасників 1976 року передбачало, що кваліфікаційні стандарти 1977 року потрібно підвищити, тому повернуто стандарти 1975 року. 48 учасників мали середній рейтинг 2410. Перше місце з результатом 6½–2½ поділили Юрій Балашов (СРСР), Оскар Панно (Аргентина), Драгутин Шахович (Югославія), Нона Гапріндашвілі (СРСР).
П'яте і шосте місця з результатом 6-3 поділили Вільям Ломбарді і Ларрі Крістіансен (обидва США). Чемпіонка світу Гапріндашвілі стала першою жінкою, яка здобула титул гросмейстера.
Шахович також заробив норму гросмейстера. Норми міжнародного майстра виконали Джек Пітерс, Рой Ервін, і Кен Ріген (усі США).

### 1978
Турнір 1978 року зберіг ті ж вступні вимоги й формат, що й попередній. Кількість учасників, 68, була рекордною, з великою кількістю шахістів інших країн, а середній рейтинг становив 2431. Гросмейстер Бент Ларсен (Данія) виграв з результатом 7½ –1½, найкращий результат серед 9-раундових турнірів Лоун Пайн. Більша кількість учасників з інших країн означала більші можливості виконання норм. Шахісти виконали одинадцять норм і за цим показником турнір встановив рекорд серед швейцарських або кругових турнірів, де гравці були розбиті за парами індивідуально. (На олімпіадах пари розбиті за командами, а не індивідуально.) Гросмейстерські норми виконали: Джек Пітерс, Віталій Зальцман, Кен Рогофф (усі США), і Пітер Баясас (Канада).
Норми міжнародного майстра виконали: Яссер Сейраван і Тім Тейлор (обидва — США), Жайме Суніє (Бразилія), Джон Спілмен (Англія), Haukua Angantysson (Ісландія), Маргейр Петурссон і Хелгі Олафссон (Ісландія).

### 1979
1979 року вимоги посилилися. Учасники повинні були мати звання IM або GM, старшого майстра Шахової федерації США (рейтинг 2400+), а юніори — рейтинг понад 2300.
Кількість учасників зросла до нового рекорду — 73, серед яких були гравці з 18 країн, 27 гросмейстерів і 22 міжнародних майстри.
Середній рейтинг становив 2444.
Знову не було чистого переможця, перше місце з результатом 6½–2½ поділили четверо гравців. Світозар Глігорич і Володимир Ліберзон стали першими дворазовими переможцями. До них приєдналися Властіміл Горт (Чехословаччина) і Флорін Георгіу (Румунія). Було доступне новостворене звання Майстер ФІДЕ (FM).
Яссер Сейраван (США) виконав норму GM; Волтер Морріс (США), Джек Пітерс (США), Джо Бредфорд (США), Нік де Фірміан (США) і Паул ван дер Стеррен (Нідерланди), стали міжнародними майстрами; Даг Рут (США) і Девід Страус (США) виконали норму майстра ФІДЕ.

### 1980
1980 року звання міжнародний майстер було вже недостатньо для участі в турнірі.
Взяти участь могли гросмейстери, дорослі гравці з рейтингом понад 2450, а також юніори з рейтингом понад 2350.
Середній рейтинг 43 учасників зріс до 2487.
Роман Джинджихашвілі (Ізраїль) виграв з результатом 7-2.
Він емігрував з Ізраїлю в США за рік до турніру і згодом став громадянином США.
Майкл Вайлдер, Джей Вайтгед, Даг Рут і Рон Генлі (всі США), виконали норму; Джоел Бенджамін (США) виконав норму майстра ФІДЕ.

### 1981
1981 року відбувся останній турнір Лоун Пайн.
Гросмейстер Віктор Корчной став найсильнішим серед 61 учасника з результатом 7-2, вигравши перший приз $15,000.
Три гросмейстери поділили друге місце з результатом 6½–2½: Яссер Сейраван (США), Геннадій Сосонко (Нідерланди), і Светозар Глігорич (Югославія).
У турнірі взяли участь двоє радянських гросмейстерів, Артур Юсупов та Олег Романишин, що робить його першим турніром окрім Олімпіади, в якому радянські гравці змагалися разом з Корчним, після його втечі з СРСР 1976 року.
Жоден з американських гравців не виконав норму на цьому турнірі.
Канадський документальний фільм 1982 року Великий фільм про шахи містить кадри з турніру 1981 року, які проходять через увесь фільм.